# Homeless International
Pour les articles homonymes, voir Homeless.
Homeless International est une ONG britannique spécialisée dans le soutien aux initiatives locales dans une douzaine de pays visant à l'amélioration des bidonvilles. Basée à Coventry, elle est dirigée par un conseil d'administration de douze personnes et compte une douzaine d'employés.
Son action passe principalement par des partenariats avec des fédérations d'habitants de bidonvilles, notamment les organisations affiliées à Slum/Shack Dwellers International. L'action de Homeless International passe par des subventions à ces organisations leur permettant de se développer et de mettre en place leurs projets, et par des services financiers destinés au logement social, à l'infrastructure (eau potable et assainissement notamment) et à la construction de ces fédérations.